# Can-Am 1974
Can-Am 1974 var ett race som kördes över fem omgångar. Mästerskapet avbröts mitt under säsongen, sedan deltagarantalet var för litet, vilket gjorde att mästaren Jackie Oliver inte erkändes av FIA. Olivers titel blev dock erkänd av de arrangerade organisationerna, och säsongen står kvar i historieannalerna. Det var sista säsongen Can-Am körde med grupp 7-sportvagnar, innan serien tog ett par års uppehåll för att komma tillbaka med ombyggda formel 5000-bilar säsongen 1977.

## Delsegrare
| Datum      | Bana         | Vinnare         | Konstruktör       |
| ---------- | ------------ | --------------- | ----------------- |
| 16 juni    | Mosport Park | Jackie Oliver   | Shadow-Chevrolet  |
| 7 juli     | Road Atlanta | Jackie Oliver   | Shadow-Chevrolet  |
| 14 juli    | Watkins Glen | Jackie Oliver   | Shadow-Chevrolet  |
| 11 augusti | Mid-Ohio     | Jackie Oliver   | Shadow-Chevrolet  |
| 25 augusti | Road America | Scooter Patrick | McLaren-Chevrolet |

## Slutställning
| Plats | Förare                | Konstruktör       | Poäng |
| ----- | --------------------- | ----------------- | ----- |
| 1     | Jackie Oliver         | Shadow-Chevrolet  | 82    |
| 2     | George Follmer        | Shadow-Chevrolet  | 45    |
| 3     | Scooter Patrick       | McLaren-Chevrolet | 44    |
| 4     | Bob Nagel             | Lola-Chevrolet    | 40    |
| 5     | John Gunn             | Lola-Chevrolet    | 23    |
| 6     | Lothar Motschenbacher | McLaren-Chevrolet | 21    |
| 7     | Dick Durant           | McLaren-Chevrolet | 18    |
| 8     | Dennis Aase           | Porsche           | 17    |
| 9     | Herbert Müller        | Ferrari           | 16    |
| 10=   | Brian Redman          | Ferrari Porsche   | 15    |
| 10=   | John Cordts           | McLaren-Chevrolet | 15    |
| 12    | Hurley Haywood        | Porsche           | 12    |